# Skok (Polska)
Skok (dawniej niem. Skock) – opuszczona osada w Polsce, położona w województwie warmińsko-mazurskim, w powiecie mrągowskim, w gminie Piecki.
Osada założona w 1681 r. w ramach osadnictwa szkatułowego, na jednej włóce z małym młynem wodnym. W 1785 r. w osadzie były trzy domy. W 1838 także były trzy domy, mieszkało tu 27 osób. W tym czasie przy młynie był tartak. W 1871 roku osadę wraz z młynem połączono z Bobrówkiem.
W pobliżu znajduje się jezioro Skok.
W katalogu Meyers Skok to osada (dobro) należące do Bubrowko, obecnie Bobrówko, nie podano liczby mieszkańców.